# Salvador Botella
Salvador Botella (Almussafes, 17 maart 1929 – Riba-roja de Túria, 17 december 2006) was een Spaans wielrenner die onder meer etappes won in de Ronde van Spanje en de Ronde van Italië.

## Carrière
Botella maakte in 1954 deel uit van de Spaanse ploeg die actief was in de Ronde van Frankrijk. Botella zou hier uiteindelijk als 54e eindigen. Hij won in zijn carrière meerdere etappes in wedstrijden die in zijn thuisland Spanje werden verreden. In 1958 won hij de derde etappe in de Ronde van Italië. Volgens de jury zou hij de leiderstrui, met een seconde verschil, hebben overgenomen van Arnaldo Pambianco. Echter, dit bleek te gaan om een vergissing en Botella moest de trui afstaan aan Aldo Moser die zodoende in de vierde etappe de leiderstrui droeg. Een dag later werd Botella daarentegen voor één dag leider in het klassement. Medio juni 1958 werd Botella tweede op het Spaans kampioenschap wielrennen bij de tijdrit achter Federico Bahamontes. Ook won hij het puntenklassement in de Ronde van Spanje die dat jaar voor de dertiende keer plaatsvond. In zijn zesde jaar als prof won hij voor de tweede maal het eindklassement in de Ronde van Catalonië. Eerder won hij daar ook al in 1953. Hij werd hiermee de vijfde renner die minstens twee keer deze meerdaagse etappewedstrijd op zijn naam schreef. In 1960 nam hij voor de zesde keer deel aan de Ronde van Spanje. Zijn eerste etappe succes in deze ronde boekte Botella in de negende etappe. Na een rit van 229 kilometer was hij eerder bij de finish dan Frans De Mulder, die leider werd in het klassement. In datzelfde jaar boekte Botella zijn volgende succes in een Grote Ronde. Ditmaal won hij, net als in 1958, een etappe in de Ronde van Italië. In de vierde etappe, die finishte in Pescara, trok hij eenzaam en wel vroeg in de aanval. Na 192 kilometer kwam hij met een voorsprong van vierenhalve minuut als eerste bij de finish. In 1962 rondde hij zijn profcarrière af bij Faema.

## Palmares
1953
3e etappe Ronde van Catalonië
Eindklassement Ronde van Catalonië
1954
3e etappe Eibarko Bizikleta
1e etappe Ronde van Levante
Eindklassement Ronde van Levante
1955
8e etappe Ronde van Andalusië
Trofeo Jaumendreu
9e etappe Ronde van Catalonië
1956
4e etappe Eibarko Bizikleta
2e etappe (TTT) Ronde van Mallorca
Eindklassement Ronde van Mallorca
1957
3e (deel B) en 5e etappe Ronde van Levante
6e etappe Ronde van Catalonië
2e en 3e etappe Ronde van La Rioja
1958
 Puntenklassement Ronde van Spanje
3e etappe Ronde van Italië
1959
1e etappe (TTT) Ronde van Levante
Eindklassement Ronde van Catalonië
1960
8e etappe Ronde van Levante
4e etappe (ITT) Barcelona-Madrid
9e etappe Ronde van Spanje
4e etappe Ronde van Italië
1961
8e etappe Ronde van Andalusië
Eindklassement Ronde van Levante

### Resultaten in voornaamste wedstrijden
| Jaar | Ronde van Italië | Ronde van Frankrijk | Ronde van Spanje |
| ---- | ---------------- | ------------------- | ---------------- |
| 1954 | 45e              | 54e                 |                  |
| 1955 | 8e               | opgave              | 11e              |
| 1956 | opgave           | 65e                 | opgave           |
| 1957 |                  |                     | 10e              |
| 1958 | 15e (1)          | opgave              | 14e              |
| 1959 |                  |                     | 24e              |
| 1960 | 29e (1)          |                     | 7e (1)           |
| 1961 |                  |                     | 14e              |
| 1962 |                  |                     | opgave           |

| Jaar | Milaan-San Remo |  | WK op de weg |
| ---- | --------------- |  | ------------ |
| 1954 |                 |  |              |
| 1955 |                 |  | opgave       |
| 1956 | 109e            |  | opgave       |
| 1957 |                 |  | 35e          |
| 1958 |                 |  |              |
| 1959 |                 |  | 33e          |
| 1960 | 47e             |  |              |
| 1961 | 117e            |  | opgave       |
| 1962 |                 |  |              |

Wielerploegen van Salvador Botella
Ambrosio ·
Bahamontes ·
Borcy ·
Bordin ·
Botella ·
Carizzoni ·
Clerici ·
Corrales ·
De Lathouwer ·
Decock ·
Derycke ·
Ernzer ·
van Est ·
Fornasari ·
Galdeano ·
Gaul ·
Gelabert ·
Graf ·
Hoevenaars ·
Hollenstein ·
Iturat ·
Kemp · 
Kerckhove ·
Keteleer ·
Luyten ·
Metra ·
Noyelle ·
Poblet ·
Ruiz ·
Schär ·
Schils ·
Schotte ·
Schroeders ·
Serra ·
Strehler ·
Van Der Helst ·
Van Looy ·
Vannitsen ·
Verhelst ·
Verplaetse ·
Vidaurreta
Borcy ·
Bordin ·
Botella ·
Bover ·
Chacón ·
Ciampi ·
Company ·
Decock ·
Derycke ·
Desmet ·
Emiliozzi ·
Ernzer ·
Fini ·
Fornasari ·
Galdeano ·
Gaul ·
Geers ·
Girardini ·
Gola ·
Graf ·
Grondelaers ·
Hoevenaars ·
Iturat ·
Kerckhove ·
Koblet ·
Luyten ·
Metra ·
Mostajo ·
Pacheco ·
Pavesi ·
Pellegrini ·
Ruiz ·
Scappini ·
Schär ·
Schils ·
Schroeders ·
Segú ·
Serra ·
Strehler ·
Trobat ·
Vandaele ·
Van Looveren ·
Van Looy ·
Verhelst ·
Verplaetse
Bahamontes ·
Blomme ·
Bolzan ·
Botella ·
Bover ·
Chiti ·
Ciampi ·
Company ·
Couvreur ·
Decock ·
Desmet ·
Emiliozzi ·
Ernzer ·
Fini ·
Fornasari ·
Galdeano ·
Gandolfi ·
Gaul ·
Gelhausen ·
Gillen ·
Girardini ·
Gola ·
Guarguaglini ·
Hoevenaars ·
Jiménez ·
Kerckhove ·
Loroño ·
Luyten ·
Manzaneque ·
Metra ·
Moreno ·
Mostajo ·
Pacheco ·
Paternoster ·
Pavesi ·
Pellegrini ·
Ruiz ·
Scappini ·
Schils ·
Schroeders ·
Serra ·
Strehler ·
Timoner ·
Vandaele ·
Van Gompel ·
Van Looveren · 

Van Looy ·
Verplaetse
Baudechon ·
Belmonte ·
Bertrán ·
Botella ·
Campillo ·
Company ·
Couvreur ·
Desmet ·
Fischerkeller ·
Galdeano ·
Hoevenaars ·
Impanis ·
Junkermann ·
Kerckhove ·
Loroño ·
Mas ·
Michiels ·
Moreno ·
Mostajo ·
Pacheco ·
Pérez ·
Schils ·
Schroeders ·
Sorgeloos ·
Theuns ·
Timoner ·
Utset · 
Van Looveren · 
Van Looy ·
Van Meenen ·
Verplaetse ·
Vloeberghs
Bahamontes ·
Belmonte ·
Bertrán ·
Botella ·
Coekaerts ·
Company ·
Derboven ·
Galdeano ·
Herrero ·
Horemans ·
Impanis ·
Kerckhove ·
Manzaneque ·
Masip ·
Moreno ·
Pacheco ·
San Emeterio ·
Schroeders ·
Soler ·
Sorgeloos ·
Suárez ·
Timoner ·
Utset · 
Van Looveren · 
Van Looy  ·
Van Meenen ·
Vanderlinden
Baens ·
Botella ·
Derboven ·
Desmet ·
van Est ·
Fischerkeller ·
García ·
A. Gómez del Moral ·
J. Gómez del Moral ·
Haelterman ·
Herrero ·
Impanis ·
Kerckhove ·
Mas ·
Moreno ·
Post ·
Proost ·
Quesada ·
Rosa ·
Santiago Montilla ·
Schroeders ·
Seco ·
Soler ·
Sorgeloos ·
Tomas ·
Tortellá ·
Vanden Bogaert · 
Van Genechten ·
Van Looveren · 
Van Looy  ·
Van Tongerloo ·
Vanderlinden · 
van de Ven
Bernárdez ·
Berrendero ·
Botella ·
Bover ·
Colmenarejo ·
J. Gómez del Moral ·
A. Gómez del Moral ·
Jiménez ·
Mas ·
Mayoral ·
Moreno ·
Rosa ·
Ruiz ·
Sánchez ·
Seco ·
Tortella ·
Tous